# Domosław węgierski
Domosław, Bonusław (węg. Bogyiszló) (zm. 1048) – dynasta węgierski z rodu Arpadów, syn Władysława Łysego.
Uczestniczył w wyprawie księcia niemieckiego Henryka III i księcia czeskiego Brzetysława I na księcia węgierskiego Samuela Abę w 1042. Po nieudanej próbie osadzenia wygnanego władcy Węgier Piotra Orseolo w księstwie nitrzańskim, władzę tam powierzono Domosławowi. Wkrótce po odejściu wojsk czesko-niemieckich został on jednak wypędzony przez Samuela Abę i ponownie udał się do Czech.